# Balder (Marvel Comics)
Pour les articles homonymes, voir Baldr et Balder (Liseberg).
Balder est un personnage de fiction appartenant à l'univers de Marvel Comics. Créé par Stan Lee et Jack Kirby, il est apparu pour la première fois dans le comic book Journey into Mystery no 85 en octobre 1962.
Asgardien, il est basé sur le dieu Baldr de la mythologie scandinave, frère de Thor, dieu du tonnerre. C'est d'ailleurs l'un des proches alliés du dieu guerrier membre des Vengeurs.

## Biographie fictive
Balder est le fils bâtard d'Odin, le seigneur d'Asgard qu'il eut lors d'une liaison avec Frigga. Ignorant de ce fait, il a grandi avec Thor et ses trois compagnons, éduqué par Odin lui-même.
Loyal, il a aidé le dieu du tonnerre contre ses ennemis Asgardiens, comme Amora l'Enchanteresse, Surtur, Loki, Skurge et Mangog...
Quand Odin disparut, il fut nommé pendant un temps seigneur d'Asgard par Thor.
Un jour, Loki manipula le dieu aveugle Hoder, qui tua accidentellement Balder, rendu insensible à toute matière par sa mère, sauf le gui. Odin ressuscita pourtant le jeune dieu de la lumière. mais, traumatisé par son voyage dans l'au-delà, Balder devint non-violent et pacifiste.
Balder entretint longtemps une relation d'amour et de haine avec Karnilla la reine des Nornes. Cette dernière provoqua même la mort de Nanna, l'amoureuse de Balder, acte que ce dernier n'oublia jamais. Pourtant, Balder renonça à son vœu de paix en partant en guerre contre des géants qui attaquaient les Nornes.
Lors de Ragnarök, Balder trouva la mort, comme tous les Asgardiens.

### Après le crépuscule des Dieux
En 2008, au lancement de la nouvelle série Thor, Balder fit sa réapparition sur Terre, enfermé dans l'armure du Destroyer. Il fut réveillé et libéré par son ami Thor.
Plus tard, il apprit par Loki qu'il était le fils d'Odin et Frigga. Thor banni pour avoir tué son grand-père Bor (ramené du passé par Loki), Balder devint alors souverain d'Asgard. Il prit la décision d'exiler son peuple en Latvérie, ouverte par le Docteur Fatalis. Mais ce dernier avait pour projet de disséquer certains Asgardiens afin d'avoir accès à l'immortalité, par greffe et altération de l'ADN. Balder découvrit son plan et le combattit. Thor arriva à la rescousse et permit aux Asgardiens de retourner en Oklahoma.

## Pouvoirs et capacités
- Balder est un Asgardien possédant tous les attributs propres à sa race. Plus dense qu'un humain, sa peau résiste aux tirs d'arme à feu. Sa force est surhumaine, lui permettant de soulever plusieurs dizaines de tonnes.
- Il ne craint aucune maladie terrestre et vieillit beaucoup plus lentement qu'un homme.
- Pour empêcher Ragnarök, sa mère Frigga lança un sort le rendant immortel sur Asgard. Le seul élément qui peut le tuer est le gui. Toute autre blessure guérira très rapidement.
- Dieu de la lumière, on l'a déjà vu projeter des rayons aveuglants, mais il utilise très rarement ce don.
- C'est un guerrier et un tacticien compétent. Il utilise au combat une épée magique qu'il manie avec talent.

## Anecdotes
- Daniel Craig, connu pour son rôle de James Bond / 007 dans plusieurs films de la saga éponyme, devait jouer Balder dans le film  Doctor Strange in the Multiverse of Madness de Sam Raimi en tant que membre des Illuminati, selon une révélation d'Elizabeth Olsen.« Oui, je pensais aussi que ça allait se produire", a ainsi déclaré Olsen au sujet d'un caméo de Craig dans Doctor Strange 2. "J'ai vu [les concept arts]. Ils avaient fait un costume. Ils avaient le look [du personnage]. »

### Films
Animations
- 2009 : Hulk vs. Thor[7]

### Télévision
- 2010 : Avengers : L'Équipe des super-héros (série d'animation)

### Jeux vidéo
- 2006 : Marvel: Ultimate Alliance